# Larus cachinnans
La gaviota del Caspio (Larus cachinnans) es una especie de ave Charadriiforme de la familia Laridae próxima de la gaviota patiamarilla (Larus michahellis).

## Distribución
Esta ave tiene su origen en las orillas del mar Negro y del mar Caspio; extendiéndose hacia Asia Central hasta el noroeste de China. En Europa se ha expandido también hacia el norte y el oeste, viviendo actualmente en Polonia y el este de Alemania. Algunos pájaros han migrado hasta el mar Rojo y el golfo Pérsico, mientras que otros se han extendido hacia países como Noruega y Dinamarca. Un pequeño número de ellos se ve también regularmente en Gran Bretaña, sobre todo en el sudeste de Inglaterra, Anglia Oriental y los Midlands.
También se observa en pequeños grupos en la costa del mar Cantábrico.

## Hábitat
La gaviota del Caspio anida en las dunas, islas, lagos de las estepas y en el borde de los cursos de agua.